# ロンチェッロ
ロンチェッロ（伊: Roncello）は、イタリア共和国ロンバルディア州モンツァ・エ・ブリアンツァ県にある、人口約4,800人の基礎自治体（コムーネ）。
2009年にミラノ県からモンツァ・エ・ブリアンツァ県に移された。

## 地理

### 位置・広がり
モンツァ・エ・ブリアンツァ県東部に位置するコムーネで、県都モンツァから東へ14km、ベルガモから南西へ約20km、州都ミラノから北東へ約26kmの距離にある。

#### 隣接コムーネ
隣接するコムーネは以下の通り。括弧内のMIはミラノ県所属を示す。
- ブズナーゴ - 北
- トレッツァーノ・ローザ (MI) - 南東
- バジアーノ (MI) - 南
- オルナーゴ - 西
- ベッルスコ - 北西

### 気候分類・地震分類
気候分類では、zona E, 2416 GGに分類される。
また、イタリアの地震リスク階級 (it) では、zona 3 (sismicità bassa) に分類される。

## 姉妹都市
- Nowy Duninów、ポーランド